# Zherī Zhabān
Zherī Zhabān (persiska: Zharīzhbān, Zherīzhbān, ژری ژبان) är en ort i Iran.   Den ligger i provinsen Lorestan, i den västra delen av landet, 400 km sydväst om huvudstaden Teheran. Zherī Zhabān ligger 1 428 meter över havet och antalet invånare är 476.
Terrängen runt Zherī Zhabān är huvudsakligen kuperad, men åt sydost är den bergig. Runt Zherī Zhabān är det ganska tätbefolkat, med 72 invånare per kvadratkilometer. Närmaste större samhälle är Khāţereh, 17,4 km sydost om Zherī Zhabān. Omgivningarna runt Zherī Zhabān är i huvudsak ett öppet busklandskap.